# Departamento Los Lagos
El departamento Los Lagos se encuentra ubicado en el extremo sur de la provincia del Neuquén (Argentina).
El pueblo cabecera del departamento es Villa La Angostura, y junto con la localidad de Villa Traful conforman los núcleos urbanos más importantes del departamento. Su demografía se completa con parajes como Cuyín Manzano, Villa Llanquin, El Portezuelo, Pichi Traful y Confluencia entre los más destacados.
Dentro de su territorio se encuentra el área norte del Parque Nacional Nahuel Huapi (aproximadamente la mitad del mismo), una pequeña parte del Parque Nacional Lanín y el Parque Nacional Los Arrayanes.

## Geografía

### Límites
Los límites políticos del departamento son: al norte con el departamento Lácar, al sur y al este con los departamentos Bariloche y Pilcaniyeu respectivamente, de la provincia de Río Negro. Al oeste limita con la X Región de Los Lagos de Chile.

### Accidentes geográficos
- Cerros: Cerro Bayo.
- Lagos: Correntoso, Espejo, Nahuel Huapi, Traful, Gallarado.
- Ríos: Correntoso, Limay, Traful.
- Islas: Victoria

### Población
De acuerdo al Censo 2010, el departamento tenía 11998 habitantes.

En 2022, el censo arrojó 15555 habitantes. Esto significó  un incremento del 29.6%, el cuarto mayor en la provincia.
|                         | 1990  | 1998     | 2010   | 2022   |
| ----------------------- | ----- | -------- | ------ | ------ |
| Población               | 4.181 | 8.654    | 11.998 | 15.555 |
| Crecimiento intercensal | -     | +106,98% | -      | 29.6   |
| Densidad (hab./km²)     | 0,98  | 2,05     | 3.68   | 3.7    |

## Infraestructura vial
- Asfaltadas RN 40 (parcialmente), RN 231, RN 237.
- Ripio RP65 y RP66.